# Рутульський район
Рутульський район — муніципальний район в Дагестані, Росія.
Адміністративний центр — село Рутул.

## Географія
Рутульський Район розташований на південному заході Дагестану і межує з: Агульським, Ахтинским, Кулінським, Курахским, Лакським, Тляратинським і Чародинським районами республіки. Західна частина району межує з Азербайджаном протягом 110 кілометрів, де знаходяться чотири прикордонні застави. Площа території — 2170 км². Координати: 41,654148 ° пн.ш. 47,157799 ° східної довготи У Рутульському районі знаходяться річки Самур, Кара-Самур, Ахтичай, Курдул, Шиназчай.
Районний центр с. Рутул відділений від найближчої залізничної станції Беліджі на 150 км, а від столиці Республіки м Махачкала на 280 км.

## Історичні області Рутульського району
- Гал — територія, що включала Південний Дагестан, Північний Азербайджан і Східну Грузію. Також відома під назвою Кавказька Албанія і Аран.[2]

У XX столітті частина території Рутульського району була окупована Азербайджаном.

## Історія
Постановою 4-ї сесії ДагЦІК від 22.11.1928 р з колишнього Лучекської ділянки Самурського округу утворений Рутульського кантон. Постановою ВЦВК від 3.06.1929 р кантон перетворений в район.
Рутульського район — це унікальний куточок Дагестану з багатющим історичним минулим, пам'ятками культури та архітектури. Територія району була в історичному минулому частиною Кавказької Албанії, що існувала ще до християнського літочислення. Після падіння Кавказької Албанії рутульці, цахури та інші народності створили свої державні утворення.

## Населення
Чисельність
21 901 чоловік.
Національний склад
За даними Всеросійського перепису населення 2010 року:
| Народ         | Чисельність, осіб | Частка від усього населення,% |
| ------------- | ----------------- | ----------------------------- |
| Рутульці      | 13336             | 58,16 %                       |
| Цахури        | 5276              | 23,01 %                       |
| Лезгини       | 2138              | 9,32 %                        |
| Лакці         | 865               | 3,77 %                        |
| Аварці        | 623               | 2,71 %                        |
| Азербайджанці | 359               | 1,56 %                        |
| Росіяни       | 32                | 0,13 %                        |
| Інші          | 30                | 0,13 %                        |
| Усього        | 22926             | 100,00 %                      |

## Економіка
Для економіки району пріоритетними є тваринництво і землеробство. В районі діє декілька малих ГЕС: Шиназська ГЕС, Амсарська ГЕС, Магінська ГЕС, а також будується Рутульська ГЕС.

## ЗМІ
У районі є два національних інформаційних органу, республіканські газети:
- «МыхаӀбишды цӀинды хабарбыр» («Рутульські новини») — рутульською мовою.
- «Нур» — цахурською мовою.